# フォームローラー

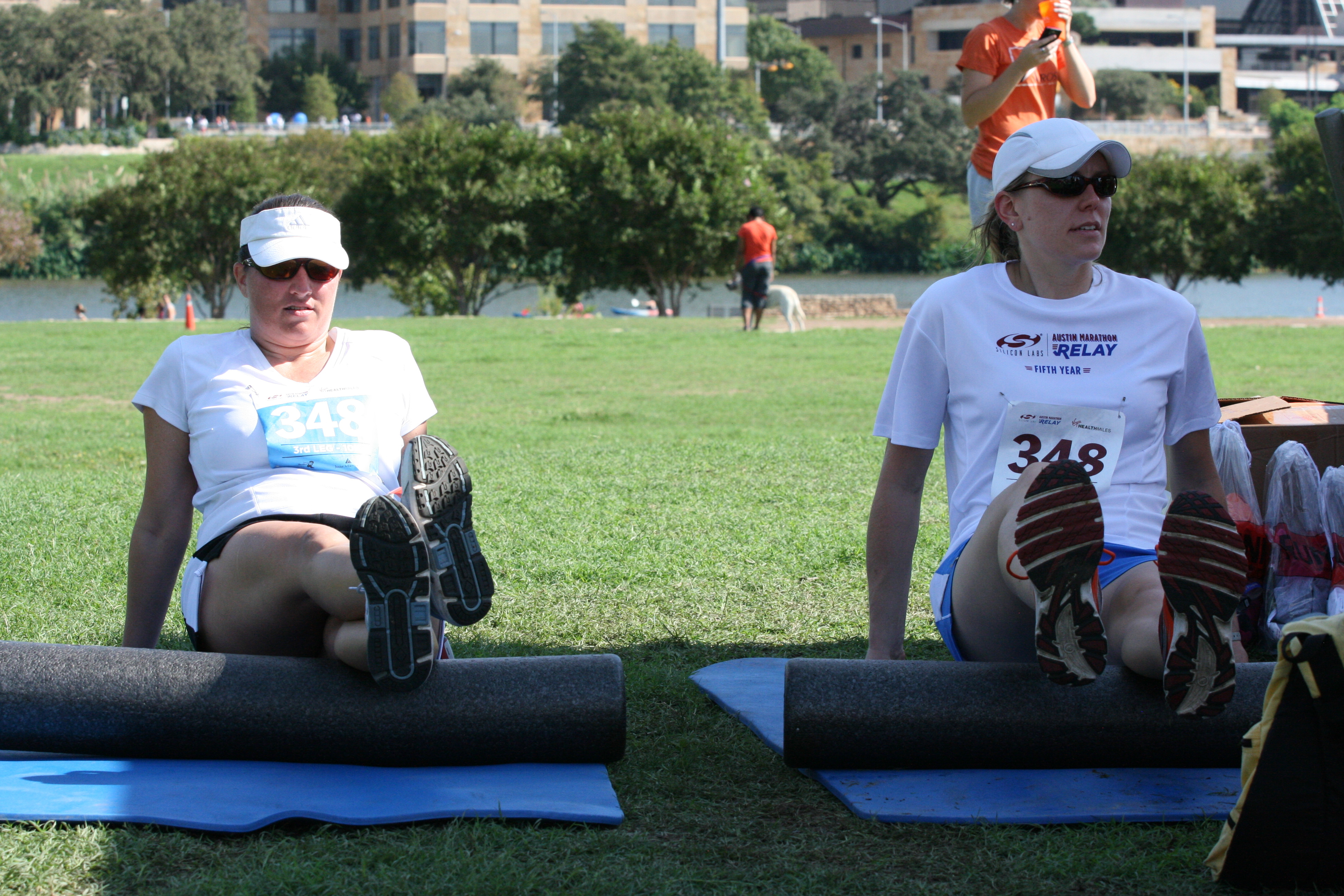
足のフォームローリング

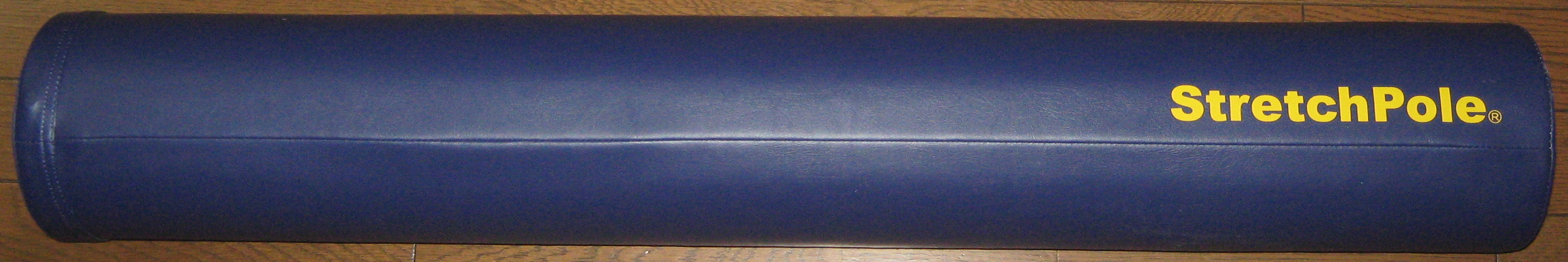
フォームローラー

フォームローラー（Foam Roller）は、理学療法士やアスリートが用いる器具。自己筋膜リリース（SMR：Self Myofascial Release）を行うフォームローリングに使用される。
様々な部位に用いることが可能であるが、用法としてはフォームローラー上に身体部位を置き、発痛点（トリガーポイント）か過敏点（圧痛点、テンダーポイント）を見つけ、30秒から60秒かけて圧力を加えるものである。
サイズは標準的なもので直径15cm・長さ30cmであるが様々なサイズが存在し、長さ90cmに達する背面の筋肉に用いることができるものも存在する 。密度も様々であり、しばしば商品の色で識別されるフォームローリングを新たに始める場合や、凝り固まった部位や痛みの強い部位に適用する場合には、柔らかいフォームローラーが適する。

## 類似した器具
ストレッチポール
日本市場で開発された商品。長さが97cmあり、一般的なフォームローラーと異なり縦に仰向けに寝て使用可能となっている。